# Leonis
Leonis là một chi thực vật có hoa trong họ Cúc (Asteraceae).

## Loài
Chi Leonis gồm các loài: